# 严政
严政（1917年—2003年），四川省达县（今四川省达州市达川区）人，中国人民解放军少将。
早年参加中国工农红军，参加长征。第二次国共内战期间，担任中国人民解放军第35军第104师政委。中华人民共和国成立后，担任中共浙江省绍兴地委副书记。后升任福州军区副政治委员、成都军区政委。后当选中顾委委员。